# Salemer See
Der Salemer See ist ein See im Kreis Herzogtum Lauenburg im deutschen Bundesland Schleswig-Holstein südlich des Ortes Salem. Der See ist ca. 36 ha groß und bis zu 9,6 m tief.
Der See lässt sich unter Einschluss des Pipersees nahezu ufernah begehen (etwa 7 km). Auf der Ortsseite von Salem sind etwa 500 Meter durch Privatbebauungen gesperrt. Im Osten des Sees befindet sich ein weitläufiger Campingplatz mit öffentlicher Badestelle. Salem selbst hat ebenfalls einen kleinen Sandstrand und Restauration ufernah.